# Fjugesta station
Fjugesta station var en järnvägsstation i Fjugesta. Stationen låg i centrala delen i orten, vid korsningen Storgatan och Nygatan.

## Historik
Fjugesta station invigdes den 1 oktober 1897 och var en station längs Örebro–Svartå Järnväg. Godstrafiken upphörde 1 september 1952. Persontrafiken upphörde 1 juli 1985 i samband med att all trafik på Örebro–Svartå Järnväg upphörde. Stationsbyggnaden låg 27 km ifrån Örebro centralstation och 23 km ifrån Svartå station.

## Galleri

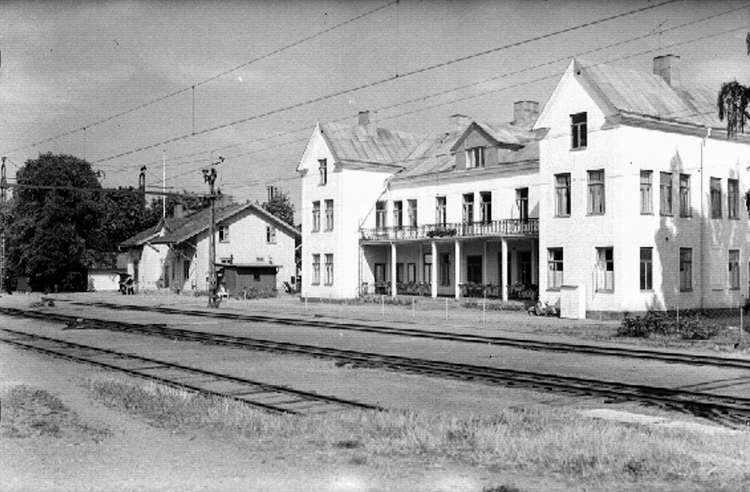
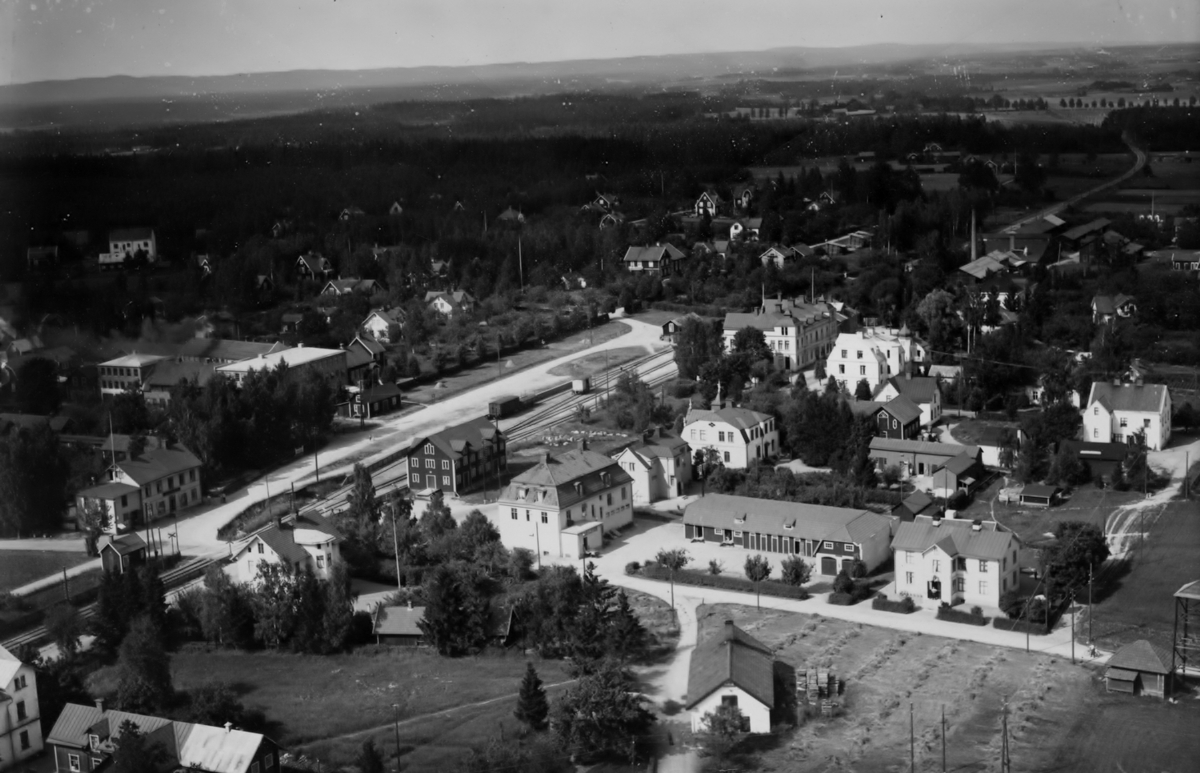
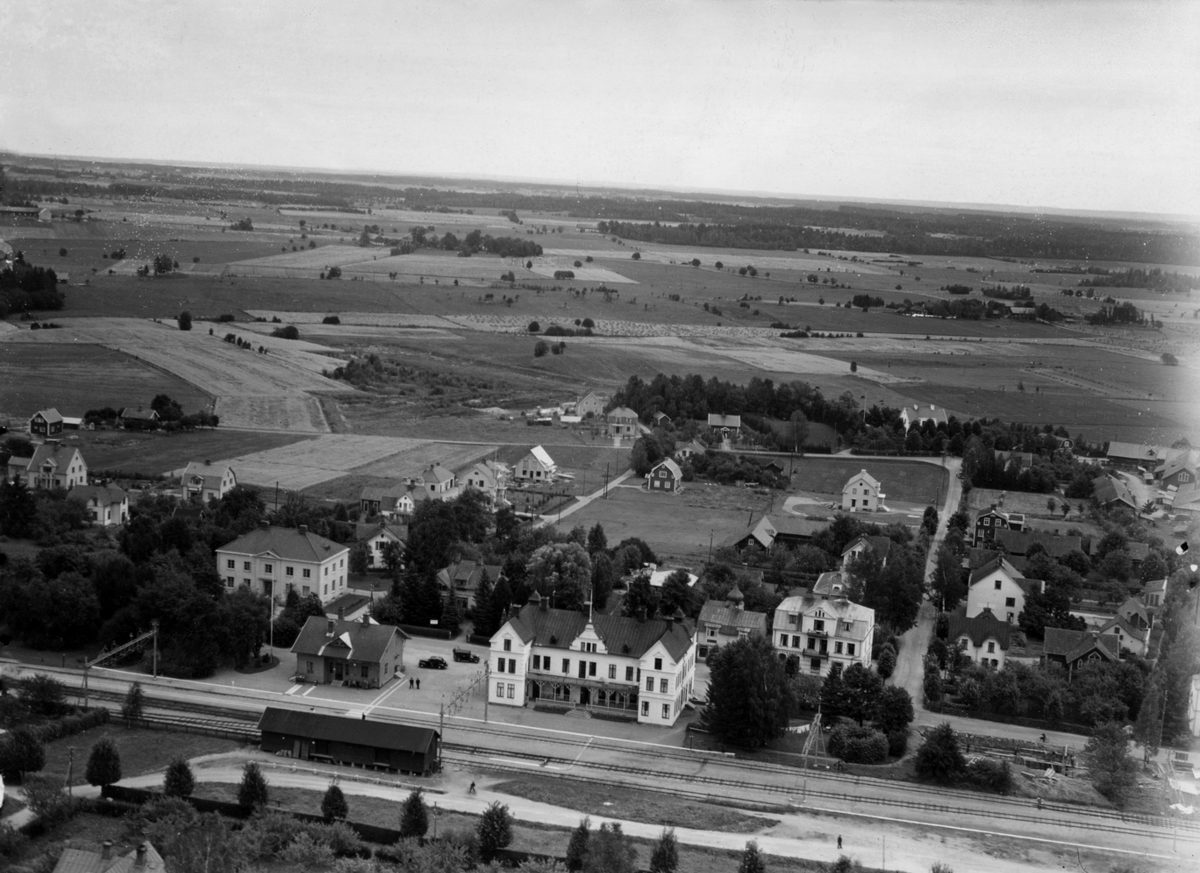